# Маркелл (дукс Нумидии)
Маркелл (лат. Marcellus; ср.-греч. Μάρκελλος, казнён в 536 году в Гадиауфале) — восточноримский военный деятель, военачальник Юстиниана Великого, принимавший участие в его кампаниях — первой войне с персами и завоевании вандальской Африки. Дукс Нумидии.

## Биография
Детали биографии Маркелла известны из сочинений Прокопия Кесарийского, хрониста и секретаря полководца Велизария, и готского историка Иордана. В июне 530 года он участвовал в сражении при Даре (современный город Огуз, Турция) под командованием Велизария, руководя вместе с военачальниками Кириллом, Дорофеем, Германом и Иоанном (главным среди них) правым флангом римской армии. Вместе с многочисленным всадническими силами они выстроились на краю прямого рва. В ходе сражения персы атаковали элитными силами, включая «бессмертных», правый фланг противника. Конница была разгромлена и обратилась в бегство, преследуемая противником, однако успешная контратака римлян принесла византийцам победу. Для молодого военачальника она была одной из первых.
В 533 году Маркелл был в числе девяти человек, которым император поручил командовать войсками федератов в экспедиции против королевства вандалов и аланов. Он присутствовал во всей кампании римлян, однако Прокопий упоминает лишь один связанный с ним эпизод, в битве при Трикамаре 15 декабря того же года, когда Маркелл командовал подразделениями федератов на левом фланге римской армии вместе с Мартином, Алтием, Валерианом и Киприаном. Общая численность группировки составляла от трёх с половиной до четырёх тысяч человек. Сражение закончилось победой римлян, когда все силы, включая фланги, атаковали противника через ручей. Первым рухнул центр, за ним под напором римлян в бегство обратились и фланги. По предположению византиниста Дж. Мартиндейла, Маркелл мог быть одним из командиров федератов в битве при Дециме 13 сентября 533 года, когда эти силы оторвались от основных и, узнав о смерти Аммата, брата короля Гелимера, в дальнейшем были разбиты последним и были вынуждены вернуться к Велизарию дабы доложить о случившемся.
В следующем, 534 году Велизарий вернулся к императору в Константинополь, а Маркелл в это время оставался в Африке. Летом 536 года он был одним из командующих отрядов федератов римской армии в Нумидии. Маркелл среди них был старшим, так как являлся на тот момент дуксом Нумидии. Эта должность появилась вновь после окончательного покорения Африки в 534 году. Мартиндейл предположил, что будущий военный магистр Армении Валериан мог занимать должность до Маркелла, однако после его ухода из региона главным был именно он. Летом 536 года он, узнав о том, что в Нумидии находится повстанец Стотца, поспешил к нему, намереваясь разбить противника в Гадиауфале. Однако при встрече вся армия Маркелла перешла на сторону врага. Маркелл нашёл с командирами убежище в церкви. Стотца пообещал их пощадить, однако, когда они покинули сооружение, схватил военачальников и казнил их